# Haghartsin
Haghartsin ou Haghardzin (en arménien Հաղարծին ; jusqu'en 1940 Dzharkhedzh, Dzharkhech ou Zarkhej ; jusqu'en 1992 Kouïbychev, en l'honneur de Valerian Kouïbychev) est une communauté rurale du marz de Tavush, en Arménie. Elle compte 4 022 habitants en 2008.
Le monastère du même nom est situé non loin de la localité.